# Wysoki komisarz Narodów Zjednoczonych do spraw uchodźców
Wysoki komisarz Narodów Zjednoczonych do spraw uchodźców (ang. United Nations High Commissioner for Refugees) – urząd Organizacji Narodów Zjednoczonych upoważniony do przewodzenia i koordynacji międzynarodowych działań mających na celu ochronę uchodźców i rozwiązywania ich problemów na całym świecie. Do głównych działań urzędu należy zapewnienie praw uchodźców oraz pomoc w zapewnieniu azylu lub repatriacji. Siedziba urzędu znajduje się w Genewie w Szwajcarii. Wysoki komisarz jest nominowany przez sekretarza generalnego ONZ i wybierany w głosowaniu przez Zgromadzenie Ogólne Organizacji Narodów Zjednoczonych.

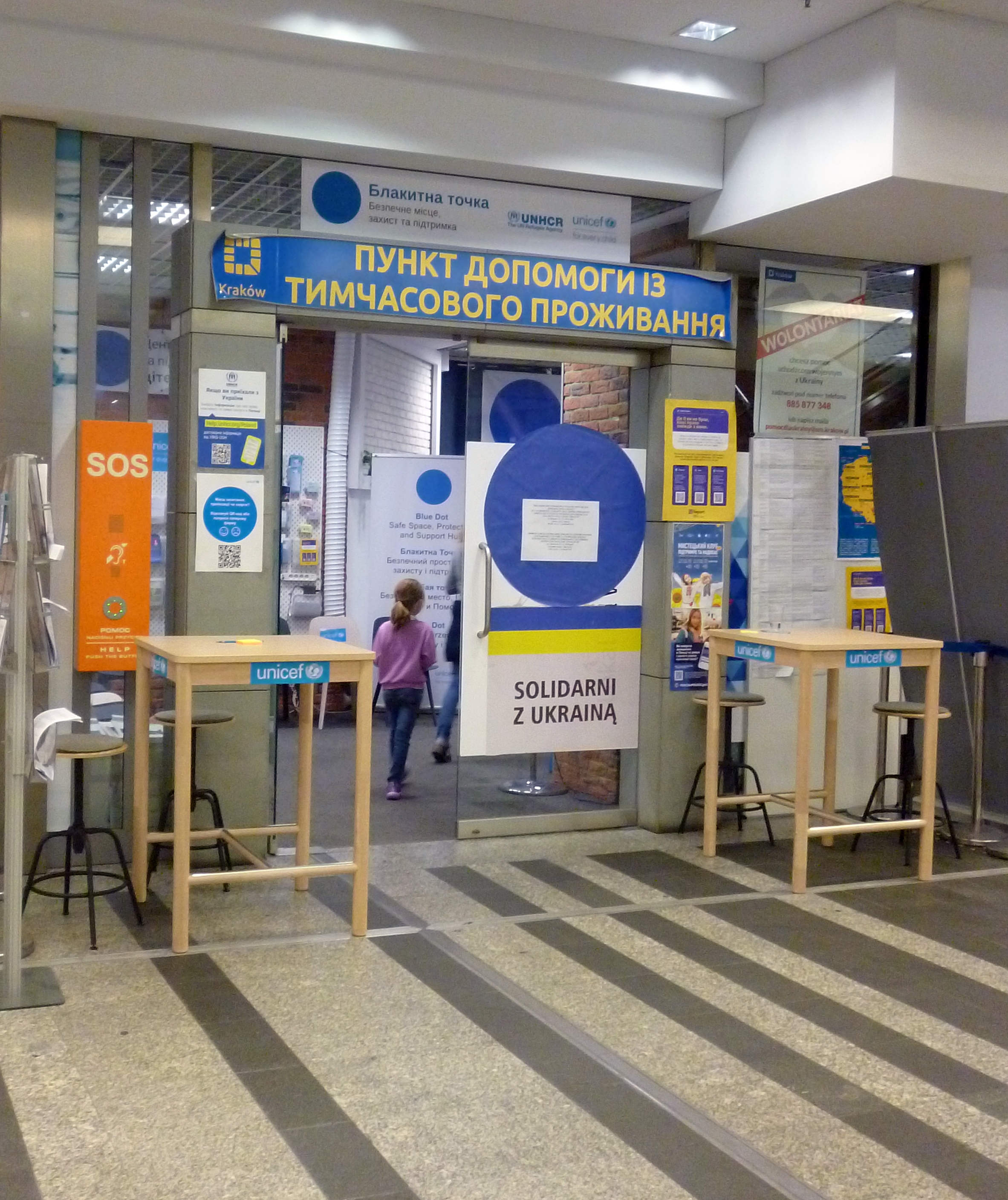
Blue Dot punkt pomocy i wsparcia dla uchodźców z Ukrainy pod patronatem UNHCR w Krakowie

## Historia
Urząd ten został powołany przez Zgromadzenie Ogólne 3 grudnia 1949 początkowo na okres trzech lat – od 1 stycznia 1951 do 31 grudnia 1953 – jednak w następnych latach przedłużano jego działalność na kolejne pięcioletnie kadencje. Zastąpił on działającą w latach 1947–1952 Międzynarodową Organizację Uchodźców oraz, jeszcze wcześniejszą, Administrację Narodów Zjednoczonych do spraw Pomocy i Odbudowy (1943–1947).
14 grudnia 1950 Zgromadzenie Ogólne nadało statut urzędowi Komisarza i uchwaliło projekt konwencji o uchodźcach.
W 1951 została podpisana w Genewie Konwencja Odnosząca się do Statusu Uchodźców (wprowadzona w życie 22 kwietnia 1954), zaś w 1967 podpisano w Nowym Jorku Protokół rozszerzający ją na kraje pozaeuropejskie.
Polska przystąpiła do obu układów w 1991 r.
Art. 35 Konwencji i art. 2 Protokołu zobowiązują państwa – strony do współpracy z Urzędem Wysokiego Komisarza Narodów Zjednoczonych do Spraw Uchodźców lub z każdą inną agencją Narodów Zjednoczonych, która może go zastąpić w pełnieniu jego funkcji, a w szczególności dla ułatwiania jego obowiązku nadzorowania stosowania postanowień tych umów. Według art. 38 Konwencji i art. 4 Protokołu spory, których nie można rozwiązać innymi sposobami na żądanie jednej ze stron rozpatruje Międzynarodowy Trybunał Sprawiedliwości.
22 grudnia 2003 Zgromadzenie Ogólne ONZ zniosło konieczność przedłużania mandatu urzędu na kolejne kadencje do czasu aż problem uchodźców nie zostanie rozwiązany (continue the Office until the refugee problem is solved).
Za swoją działalność urząd został wyróżniony Pokojową Nagrodą Nobla w latach 1954 i 1981.

### Lista komisarzy Narodów Zjednoczonych do spraw uchodźców
| Lp. | Kadencja               | Komisarz                       | Państwo           |
| --- | ---------------------- | ------------------------------ | ----------------- |
| 1   | 1951–1956              | Gerrit Jan van Heuven Goedhart | Holandia          |
| 2   | 1956–1960              | Auguste R. Lindt               | Szwajcaria        |
| 3   | 1960–1965              | Félix Schnyder                 | Szwajcaria        |
| 4   | 1965–1977              | Sadruddhin Aga Khan            | Iran              |
| 5   | 1978–1985              | Poul Hartling                  | Dania             |
| 6   | 1986–1989              | Jean-Pierre Hocké              | Szwajcaria        |
| 7   | 1 I–3 XI 1990          | Thorvald Stoltenberg           | Norwegia          |
| 8   | 1990–2000              | Sadako Ogata                   | Japonia           |
| 9   | 2001–2005              | Ruud Lubbers                   | Holandia          |
| 10  | 24 II–2 VI 2005 (p.o.) | Wendy Chamberlin               | Stany Zjednoczone |
| 11  | 2005–2015              | António Guterres               | Portugalia        |
| 12  | od 2016                | Filippo Grandi                 | Włochy            |